# KkStB-Tenderreihe 48
Die kkStB-Tenderreihe 48 war eine Schlepptenderreihe der kkStB, deren Tender ursprünglich von der Kaiser Ferdinands-Nordbahn (KFNB) stammten.
Die KFNB beschaffte diese Tender für ihre Lokomotiven ab 1891.
Sie wurden von der Lokomotivfabrik Floridsdorf geliefert und bei der KFNB als Reihe N bezeichnet.
Nach der Verstaatlichung der KFNB ordnete die kkStB diese Tender als Reihe 48 ein und kuppelte sie weiterhin ausschließlich mit den Lokomotiven der Reihen 104 (ex KFNB IIc).